# Gumieniec (strumień)
Gumieniec – strumień w północno-zachodniej Polsce, w województwie zachodniopomorskim; stanowi prawy dopływ Bukowej. Ma długość ok. 4,5 km lub wg innych źródeł 3,37 km.
Gumieniec wypływa z podmokłego terenu położonego na południe od wsi Przylep w gminie Kołbaskowo. Płynie równoleżnikowo na wschód, przepływa na północ od wsi Ostoja, gdzie zmienia bieg na północno-wschodni. Przez krótki odcinek koryto Gumieńca stanowi granicę pomiędzy gminą Kołbaskowo, a miastem Szczecin. Dopływa do ulicy Ogrodowej w Szczecinie, gdzie ponownie zmienia bieg na równoleżnikowy. Płynie wzdłuż ulicy Samborskiej, a następnie po przepłynięciu pod ul. Europejską wpada do Bukowej.